# Ren Sato (triatleta)
Ren Sato (1995) es un deportista japonés que compite en triatlón. Ganó dos medallas de oro en el Campeonato Asiático de Triatlón de 2022, en las pruebas individual y relevo mixto.

## Palmarés internacional
| Campeonato Asiático | Campeonato Asiático | Campeonato Asiático | Campeonato Asiático |
| Año                 | Lugar               | Medalla             | Prueba              |
| ------------------- | ------------------- | ------------------- | ------------------- |
| 2022                | Aktau (Kazajistán)  | Medalla de oro      | Individual          |
| 2022                | Aktau (Kazajistán)  | Medalla de oro      | Relevo mixto        |